# 貝雷茲內胡瓦泰區

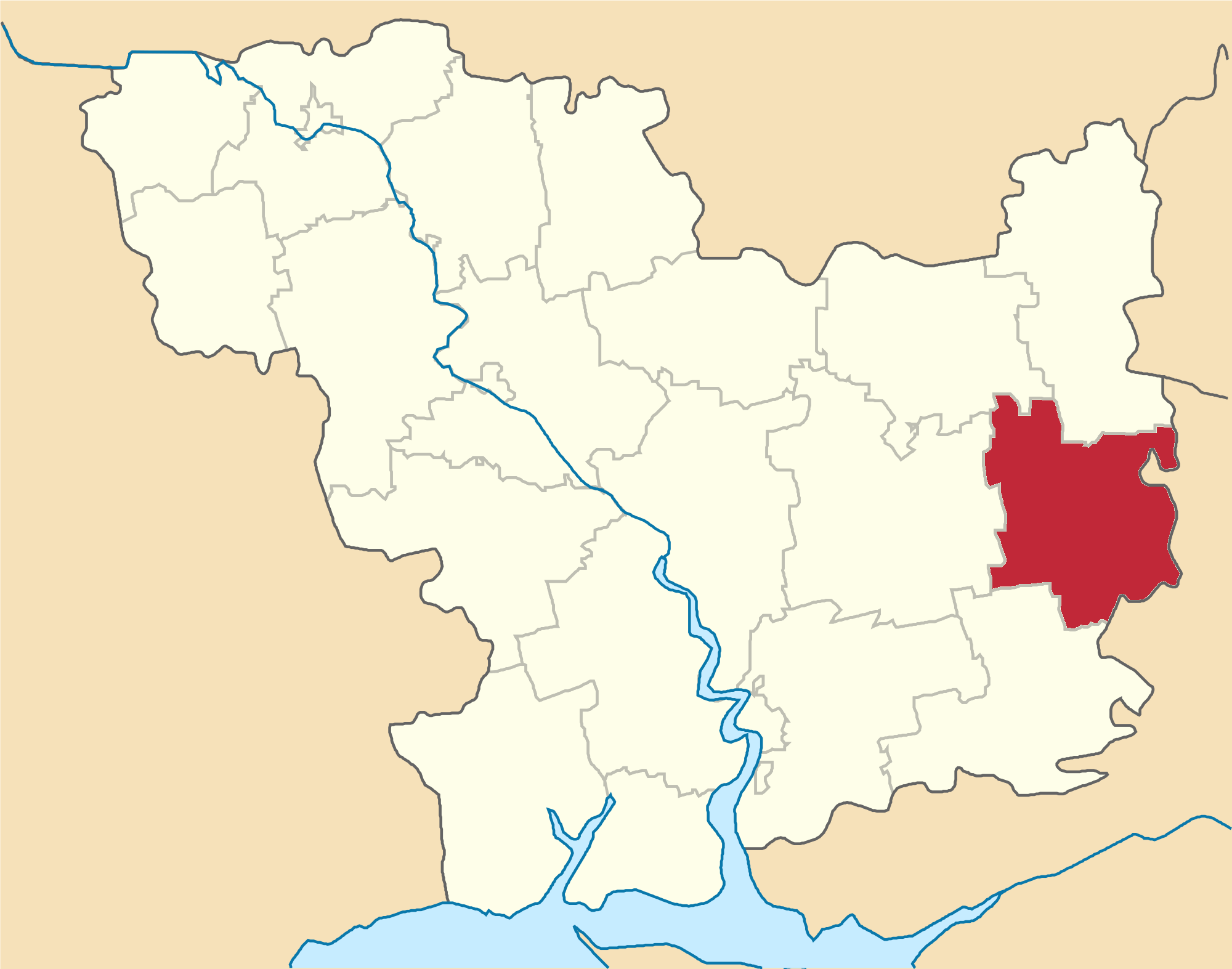
贝雷兹内胡瓦泰区在尼古拉耶夫州的位置

贝雷兹内胡瓦泰區（烏克蘭語：Березнегуватський район），曾是烏克蘭南部尼古拉耶夫州的一個區，行政中心設於贝雷兹内胡瓦泰，面積1,263平方公里，2013年人口20,845，人口密度每平方公里16.5人。